# Edil curul

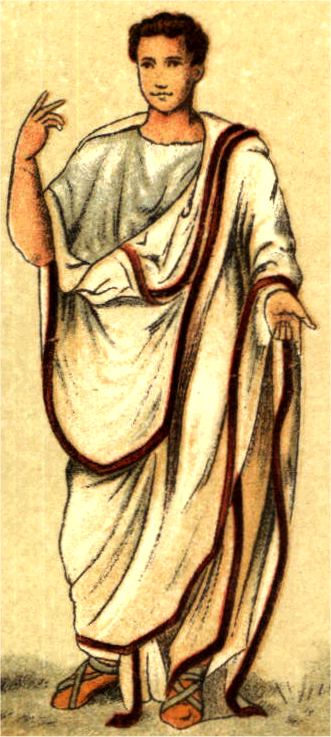
La Toga praetexta era una vestimenta honorífica propia de los Ediles curules

Los ediles curules surgieron durante la República romana, inicialmente para organizar algunas celebraciones. Fue un cargo al que podían optar los patricios y los plebeyos, nacido a imagen de los ediles plebeyos. Se encargaba, entre otras tareas, de la organización de los juegos (ludi), de la vigilancia de pesos y medidas en los mercados, y de resolver los pleitos menores relacionados con el comercio, siempre bajo la supervisión del pretor urbano. Era un escalón del cursus honorum o carrera política.
Eran designados por los comicios tribunados. Plutarco explica la elección de los ediles y señala que los ediles curules toman su nombre de las sillas curules:
Después del tribunado se presentó a pedir la edilidad mayor, porque hay dos órdenes de ediles: el uno, que toma el nombre de las sillas con pies corvos en que estos magistrados se sientan para despachar, y el otro, inferior, que se llama plebeyo. Nómbranse primero los de mayor dignidad, y después se pasa a votar los otros.
Entre las diferentes características y beneficios otorgados a los ediles se encuentran numerosos poderes y atribuciones. Los Ediles curules tenían distintos privilegios como el de poder sentarse en la sella curulis, o vestir la toga praetexta. Poseían, además, el ius imaginum o derecho de guardar en casa las estatuas de los antepasados ilustres. Tenían en exclusiva el ius edicendi, es decir, el derecho a promulgar edictos (edicta).
No obstante, las diferencias entre curules y no curules se fueron acortando y, si ya de por sí es difícil la tarea distinguir entre las funciones de los ediles de las de otros magistrados, aún más complicado es la de distinguir entre las de los ediles plebeyos y de los curules. De todas maneras hay constancia de que había juegos y festividades asociadas específicamente a un tipo de edil. Por ejemplo los Juegos Plebeyos (ludi plebeii) eran administrados exclusivamente por los ediles plebeyos mientras que los ludi magni, ludi scenici y los ludi megalenses por los curules.
Inicialmente ejercieron la magistratura alternativamente patricios y plebeyos; después la designación fue independiente de la clase; el 541 ab urbe condita se volvió a su designación alternativa (patricios en los años impares y plebeyos en los años pares). Más tarde asumieron funciones policiales, sanitarias, morales, abastecimientos, mercados, precios, calidad, y organización de juegos.
Los ediles quedaron muy postergados durante el Imperio al igual que sucedió con muchos otros cargos originados en la República. Así, Augusto los despojaría de varias atribuciones, asignándoles varios de sus cometidos a magistrados de menos rango pero especializados en dichas tareas. No obstante, este emperador conferiría a los curules nuevas misiones, como la de apagar fuegos, para lo que les dotó de un ejército de 600 esclavos. No mucho más tarde esa misión pasaría a encomendarse al praefectus vigilum. el cargo de edil se extinguió definitivamente en el siglo III.